# Hans Svensson Hermod
Hans Svensson Hermod, född 18 augusti 1860 i Burlövs socken, död 1 november 1920 i Malmö
Hans Hermod var son till lantbrukaren Sven Hermodsson. Han började studera vid Malmö högre allmänna läroverk men trivdes inte i skolan och hoppade av sina studier. I stället reste han utomlands och slog sig först ned i England, där han arbetade på kontor och samtidigt studerade språk och handelsteknik. Därifrån begav han sig till Kapstaden där han bland annat försörjde sig som lärare i tyska och latin. Efter en kortare tid i USA återvände Hermod till Sverige 1886 och slog sig då ned i Lund som privatlärare i engelska, tyska och latin. 1889 flyttade han till Malmö och grundade där Malmö Språk- och Handelsinstitut. 1898 började hans skola även ge korrespondenskurser, först enbart i engelska men efter framgångar även i bokföring, tyska, handelskorrespondens, rättskrivning och aritmetik. Korrespondensverksamheten blev grunden för Hermodsinstitutet. Från 1911 kunde realskoleexamen avläggas via korrespondens från hans institut. Från 1901 var han utgivare av tidskriften Korrespondens.